# Traum

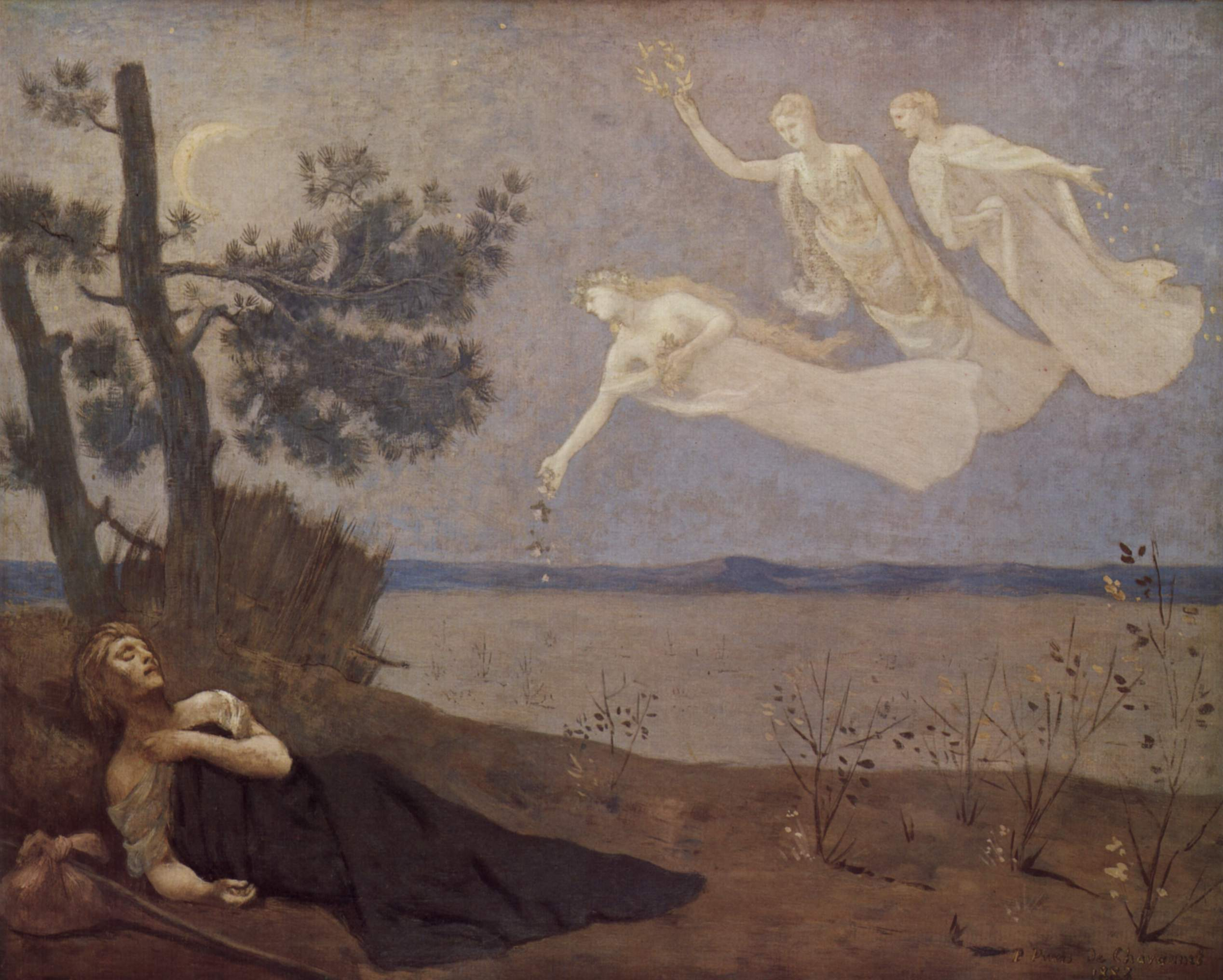
Der Traum (Le Rêve) (1883), Gemälde von Pierre Puvis de Chavannes (1824–1898), Musée d’Orsay, Paris

Unter Traum oder Träumen versteht man das psychische Erleben während des Schlafes. Der Traum ist somit eine besondere Form des Bewusstseins. Während der Körper sich weitgehend in Ruhe befindet, kann der Träumer doch bewegte Szenen erleben. Nach dem Erwachen kann sich der Träumer an seine Träume zumindest in einem gewissen Umfang erinnern. Träume werden gewöhnlich als „sinnlich-lebendiges, halluzinatorisches“ Geschehen erinnert und wirken zum Zeitpunkt des Träumens selbst real. Die Berichte des Schlafenden über sein meist nächtliches Erleben bilden den wichtigsten Zugang zu den Bewusstseinsinhalten – beispielsweise Gefühlen, Szenen, Erlebnissen, Empfindungen – die während des Traums vom Schlafenden erlebt werden (1.-Person-Perspektive). Untersuchungen der körperlichen Korrelate des Traumes beziehen sich auf den Schlaf (3.-Person-Perspektive). Dabei werden auch physiologische Korrelate, insbesondere des Gehirns, untersucht. In psychologischen Ansätzen zur Traumerklärung werden bevorzugt die beiden Perspektiven zu einer theoretischen Position ausgearbeitet.
Die Traumdeutung wird auch als Oneirologie bezeichnet.

## Traum als Erleben im Schlaf
Träume werden in allen Phasen des Schlafes (Einschlafen, Aufwachen, REM-Schlaf und NREM-Schlaf) erlebt. Im NREM-Schlaf kommen Träume allerdings seltener vor als im REM-Schlaf. Träume werden aber nur recht selten erinnert. Das Traumgeschehen handelt häufig von Dingen und Ereignissen, die theoretisch unmöglich oder in der Wachrealität unwahrscheinlich sind. Sie können aber auch realen Abläufen entsprechen. Träume unterliegen nur bedingt der Steuerung des Ichs und sind oft mit starkem emotionalem Erleben assoziiert. Kognitive Fähigkeiten wie begriffliches Denken und kausal-logisches Erinnern treten in den Hintergrund. Es gibt Träume, während derer sich der Träumende seines träumenden Zustands bewusst ist, die sogenannten luziden Träume (von englisch lucid dreams). Von dem deutschen Gestaltpsychologen Paul Tholey wurde dafür der Begriff Klartraum geprägt. Erschreckende und angstauslösende Träume werden Albträume genannt.

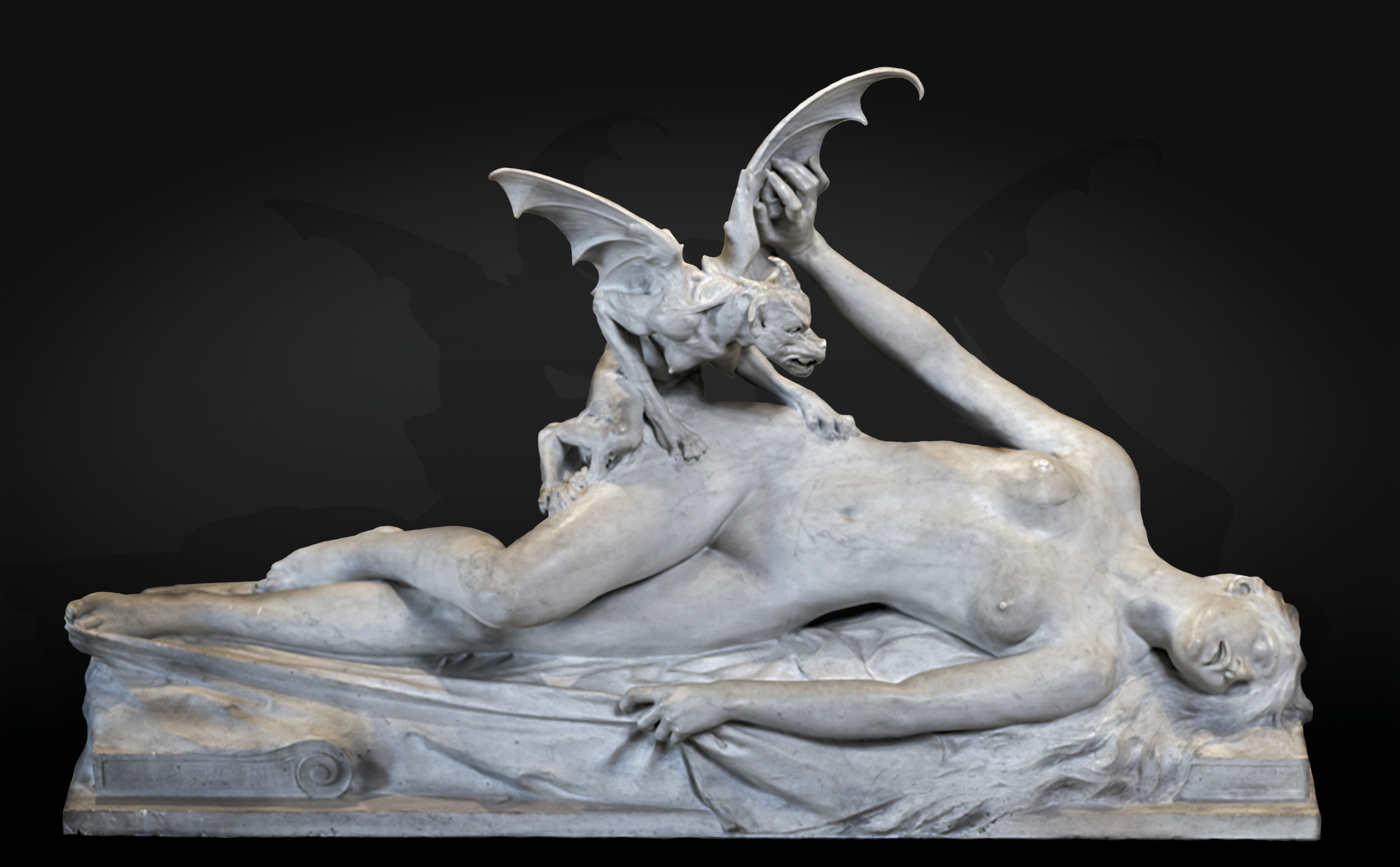
Le cauchemar (Der Albtraum) von 1894, Eugène Thivier (1845–1920), Marmorskulptur, Musée des Augustins in Toulouse, Escalier Darcy

Die Häufigkeit des Träumens scheint bei allen Menschen in etwa gleich ausgeprägt zu sein, wenngleich die Erinnerbarkeit individuell sehr verschieden ist. Durch die Einnahme bestimmter Psychopharmaka kann das Träumen unterdrückt werden oder das Klartraumerleben verstärkt werden. Auch kann gezielte Meditation vor dem Schlaf und Konzentration nach dem Aufwachen die Intensität des Traumerlebens und das Erinnerungsvermögen ausweiten.
Träume und deren Deutung hatten im Altertum eine zentrale Stellung in Bezug auf die Zukunft und das Schicksal der menschlichen Existenz. Beim sogenannten Tempelschlaf, einer seit der Antike belegten Praxis der Trauminkubation, suchte ein Kranker das Heiligtum eines Gottes oder eines Heros auf und hoffte, dort – manchmal in Verbindung mit einem entsprechenden Ritual und mehr oder minder aufwändiger Vorbereitung – im Traumschlaf einen Hinweis auf eine wirksame Therapie seiner Krankheit zu erhalten.
Ursache und Funktion des Traumes sind auch heute noch nicht umfänglich erforscht. Verschiedene Hypothesen wurden entwickelt, die je nach wissenschaftlichem und weltanschaulichem Hintergrund zu unterschiedlichen Auffassungen vom Traum gelangen: So werden Träume von der Hirnforschung etwa als physiologische Antwort neuronaler Prozesse betrachtet, während sie die Tiefenpsychologie als Auswirkung unbewusster Prozesse ansieht.
Hermann Hesse formulierte die nicht widerlegbare Hypothese „Niemand träumt, was ihn nichts angeht“.

## Der Traum aus kritisch-realistischer Sicht
In vielen Träumen wirken die Umgebung und der eigene Körper so realistisch wie im Wachzustand.
Diese Gegebenheiten beschreibt Tholey aus Sicht des Kritischen Realismus, wie er auch innerhalb der Gestalttheorie vertreten wird. Es handelt sich hierbei um einen erkenntnistheoretischen – nicht aber ontologischen – Dualismus. In seinem sensomotorischen Ansatz beschreibt Tholey die Wahrnehmung und Handlungen innerhalb von Traum- und Wachzustand. Das kritisch-realistische Modell ist Ausgangspunkt zur Unterscheidung zwischen einer physischen (transphänomenalen) Umwelt und einer phänomenalen Erlebnis- oder Wahrnehmungswelt. Letztere basiert auf der sinnlichen Wahrnehmung der physischen Umwelt und umfasst dabei auch die Wahrnehmung des eigenen Körpers. Repräsentiert wird die physische Umwelt in diesem Modell im sogenannten psychophysischen Niveau (PPN), auf der Basis der dort verarbeiteten Sinneseindrücke. Das hypothetisch angenommene PPN lässt sich als vernetztes System verschiedener, nicht fest lokalisierter Großhirnbereiche auffassen.
Im Wachzustand bildet sich aus den verschiedenen Sinneseindrücken die phänomenale Welt, verstanden als Abbild der physischen Welt. Aus Bewegungsabsichten werden gewünschte Bewegungen in korrespondierende Bewegungen des Körpers umgesetzt. Diese Bewegungen werden wiederum über die Sinne zum PPN zurückgemeldet. Zwischen physischer und phänomenaler Welt wird hierdurch ein sogenannter sensomotorischer Regelkreis etabliert. Im Traumzustand wird dieser Regelkreis aufgehoben. Die phänomenale Welt ist nicht länger Abbild der physischen Welt, sondern basiert auf psychischen Gegebenheiten des Schläfers, letztlich seinen Hirnzuständen.
Alles, was dem Subjekt unmittelbar erscheint, ist grundsätzlich in jedem Bewusstseinszustand Bestandteil der eigenen phänomenalen Welt. Während aber im Wachzustand über sensomotorische Regelkreise vom PPN in die physische Welt handelnd eingegriffen werden kann, ist im Traumzustand keine unmittelbare Einwirkung auf die physische Umgebung mehr möglich: Bewegungsabsichten werden dann nicht mehr in korrespondierende Bewegungen des physischen Körpers umgesetzt.

## Forschungszugänge
Generell sieht sich die Traumforschung mit einem zentralen Problem konfrontiert: Das Traumgeschehen, wie es der Träumer erlebt, ist erfahrungswissenschaftlich nicht unmittelbar zugänglich. Die unterschiedlichen Zugänge zur Erforschung des Phänomens Traum gliedern sich in drei Bereiche.

### Übersicht
| Bereich                                            | Beispiele |
| -------------------------------------------------- | --- |
| Physiologische Ansätze, insbesondere Neurobiologie | Hirnstrommessungen (EEG), Identifizierung von Schlafphasen des Gehirns, Erforschung beteiligter Hirnstrukturen, Erfassung weiterer Vitalparametern wie Herzschlag, Atmung oder Hautleitfähigkeit |
| Beobachtbares Schlafverhalten                      | Augenbewegungen, Muskelzuckungen, Lagewechsel, Bewegungen der Gliedmaßen (z. B. Faust ballen), Verhalten träumender Tiere während des Schlafs nach gezielten Eingriffen im Gehirn |
| Experimentelle Psychologie                         | Untersuchung der Erfahrungsberichte von Probanden nach gezieltem Wecken im Schlaflabor während bestimmter Schlafphasen, während Schlafentzug-Experimenten, nach Schlafwandel-Episoden, nach oder während Klarträumen mittels vor dem Einschlafen vereinbarten Augenbewegungen, Untersuchung der Auswirkungen von äußeren Reizen und Tageserlebnissen auf den Traum, oder der Auswirkung von Träumen auf das Wachleben |

### Neurobiologie
Es gibt bisher keine unter Neurophysiologen allgemein anerkannte Hypothese zur Funktion des Traumes und des REM-Schlafs. Der Schlafforscher Jerome Siegel bemerkt dazu: „Es ist schwer zu glauben, dass dieser physiologische Zustand nicht eine irgendwie geartete lebenswichtige Rolle spielt“, jedoch bestehe keine allgemeine Übereinstimmung unter Schlafforschern hinsichtlich der Funktion des REM-Schlafs.
Die medizinisch-naturwissenschaftliche Erforschung des Phänomens Traum begann 1953 in Chicago mit Eugene Aserinskys Entdeckung der REM-Phase im Schlaf. An der Universität Lyon konnten Forscher um Michel Jouvet 1962 den Pons (auch Brücke genannt, ein Teil des Stammhirns) als den Bereich des Gehirns lokalisieren, der die Schlafphasen steuert.

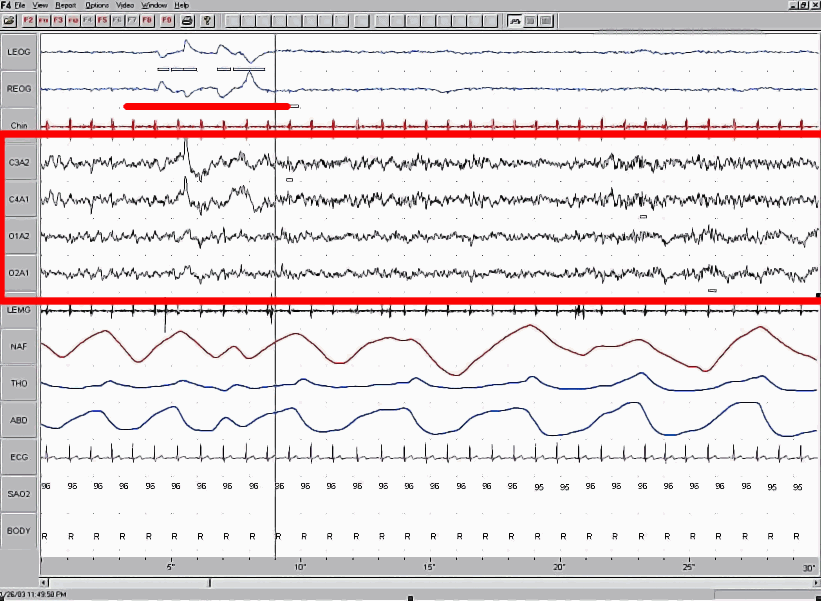
Elektroenzephalogramm einer REM-Schlafphase

An der Harvard University entwickelten Allan Hobson und Robert McCarley daraufhin zwei einflussreiche Theorien: das reziproke Interaktionsmodell und die Aktivierungs-Synthese-Hypothese. welches er später zum Activation-Input-output gating-Modulation-Modell, kurz AIM, erweiterte. Das reziproke Interaktionsmodell ist ein neurobiologisches Beschreibungsmodell, das den Wechsel zwischen REM- und NREM-Phasen im Schlaf erklärt. Mit der Aktivierungs-Synthese-Hypothese versuchen Hobson und McCarley, auf der Basis ihrer Erkenntnisse des reziproken Interaktionsmodells das Zustandekommen eines Traums zu erklären. Neuronen im oberen Hirnstamm produzieren zufällige Erregungsmuster, welche der Ausgang für das Traumerleben sind. Der Cortex ist, konfrontiert mit der Schlafparalyse des REM-Schlafs, nun bemüht, sinnfällige Interpretationen dieser Muster zu bilden. Das Ergebnis ist ein Traum. Damit sei die Ursache von Träumen den niederen Gehirnfunktionen zuzuordnen und nach diesem Modell der Traum selber „sinnlos“ bzw. ohne Bedeutung. Das Ergebnis zog Widerspruch nach sich, nicht nur in der Psychoanalyse. Zudem wurden immer mehr Anomalien entdeckt, die mit dem Modell nicht mehr in Einklang zu bringen waren. Gegen das Modell spricht, dass aus der empirischen Forschung eher selten von bizarren Trauminhalten berichtet wird, von denen Hobson ausging. Hobson selbst schränkte daher sein Modell ein und stellte klar, dass Gedächtnisinhalte bei der Traumbildung eine Rolle spielen und Träume für unbewusste Vorgänge bedeutsam sind. Auch liefert das Modell nur schwache Erklärungen für Non-Rem-Träume (NREM-Träume), deren Bedeutung für die Forschung in jüngster Vergangenheit zugenommen hat. Heute ist er der Ansicht, dass die von ihm beschriebenen Mechanismen lediglich als Schalter fungieren, um von einer Traumepisode zur nächsten „umzuschalten“.
Der Neurophysiologe und Psychoanalytiker Mark Solms geht davon aus, dass Träume durch höhere Hirnfunktionen erzeugt werden und kein direkter Zusammenhang zwischen REM-Schlaf und Träumen besteht. Solms untersuchte verschiedene Patienten, bei denen durch Schädigungen und Traumata in REM-schlafrelevanten Bereichen des Gehirns kein REM-Schlaf mehr auftrat. Dennoch berichteten die Patienten von Traumaktivität. Auch auf Basis seiner empirischen Ergebnisse kommt Solms zur alten Freud’schen Annahme, dass der Traum der Hüter des Schlafs sei.
REM-Träume unterscheiden sich in der Regel qualitativ von Träumen, die außerhalb von REM-Phasen (NREM-Träume), oder während des Einschlafens berichtet werden. Die in bis zu 70 % der Fälle berichteten NREM-Träume scheinen weniger lebhaft, weniger bildhaft, dafür realer.

### Experimentelle Psychologie
Die Inhalte der experimentell-psychologischen Traumforschung lassen sich in drei Gruppen einteilen.
Erstens die Beschreibung von Träumen, um sie eindeutig von Wachfantasien und -gedanken abgrenzen zu können, aber auch, um allgemeine Beschreibungsweisen zur besseren Auswertung zu generieren. Als Traum bezeichnen Schlafforscher das, was der Träumer im REM-Schlaf erlebt, während sie Träume in der Einschlafphase als hypnagoge Halluzinationen bezeichnen.
Zweitens die Einflussfaktoren auf Träume, d. h. die Frage, welche Auswirkungen das vorangegangene Wacherleben und äußerliche Reize während des Schlafs auf den Traum hat. Mehrere Forschergruppen haben untersucht, inwieweit äußere Reize in den Traum übernommen werden. Manchmal gab es eine partielle Übernahme, oft jedoch gar keine, und in keinem Fall wurde der Reiz zentrales Traumthema. Diese Schwierigkeit, den Träumer von seiner inneren Erfindung abzubringen, nannte Allan Rechtschaffen single-minded process. Von Interesse ist dabei auch die Korrelation des Traums mit der Physiologie des Träumers (Augenbewegung, Puls, Atmung etc.). Auch hier gibt es noch keine allgemein anerkannte Lehrmeinung. Während P. Lavie, sich u. a. auf den Tennistraum stützend, in dem die Augenbewegungen des Träumers mit dem Hin und Her des Balles übereinstimmten, dazu neigt eine Verbindung zu sehen, sind diese isolierten Beweise für M. Jouvet nicht hinreichend. Außerdem gibt es auch bei Menschen, die von Geburt an blind sind, vereinzelte Augenbewegungen während des REM-Schlafs, obwohl sie in Geräuschen, Fühlen und emotionalen Zuständen träumen.
Drittens die Rückkopplung von erlebtem Traum auf das Wacherleben, wie beispielsweise nach Albträumen oder kreativen Träumen.
Hinzu kommen durch spekulativere Fragestellungen nach dem Wesen von Träumen und ihrer Inhalte an sich motivierte Experimente, so etwa Untersuchungen der u. a. von Paul Tholey nahegelegten Möglichkeit begrenzter Bewusstheit in Träumen erscheinender Personen.

## Einflussfaktoren
Verschiedene Studien belegen unterschiedliche Faktoren, die in veränderlichem Maß Einfluss auf die Trauminhalte haben. So nimmt der Einfluss von Erlebnissen im Wachzustand mit der Zeitspanne zwischen Erlebnis und Traum exponentiell ab, also sind Erlebnisse von vor beispielsweise fünf Tagen deutlich blasser als von vor zwei Tagen. Weiterhin können die emotionale Beteiligung und die Art der letzten Wachtätigkeiten eine große Rolle spielen. Der Zeitraum zwischen Schlaf- und Traumbeginn kann sich auf die Zeitbezüge der Traumelemente auswirken. Träume in den ersten REM-Phasen enthalten meist aktuellere Bezüge als Träume der zweiten Schlafhälfte.
Neben den inneren Quellen des Trauminhalts können auch zeitgleich mit dem Traum auftretende äußere Reize einwirken. Diese werden über die menschlichen Sinnesorgane aufgenommen und entsprechend weiterverarbeitet. Als Reize können dabei beispielsweise Geräusche von vorbeifahrenden Autos, Weckerklingeln, ausgesprochene Worte, Lichteffekte durch das geschlossene Augenlid und körperliche Eindrücke (Hunger, Durst, Harndrang) in Frage kommen. Forschungsergebnisse lassen die Annahme zu, dass je nach Wichtigkeit des Eindrucks für den Menschen (z. B. nach Bedrohlichkeit) der entsprechende Reiz in den Traum eingearbeitet wird. Während sich die oben genannten Einflussfaktoren auf den Traum auswirken, kann sich der Traum auch auf körperliche Funktionen auswirken. Einen direkten Einfluss gibt es auf Augenbewegungen, Herz- und Atemfrequenz. Obwohl eine Korrelation nachweisbar ist, kann die Stärke und Form nicht klar bestimmt werden.

## Traumerinnerung und Auswirkungen von Träumen
Menschen, die sich selten an Träume erinnern, berichten häufiger von Träumen, wenn sie während einer der REM-Phasen des Schlafes geweckt werden. Nielsen und Chenier berichten in einer Studie von 1999, dass 82 % der Studienprobanden, die während einer REM-Phase geweckt wurden, von einem Traum berichteten, während dies in 42 % der Fälle außerhalb einer REM-Schlafphase berichtet wurde.
Die Varianz im Umfang der Traumerinnerung ist sowohl beim einzelnen Träumer als auch in der Menge groß. So berichten einzelne Träumer von einem bis mehreren Träumen in einer Nacht, während andere Menschen den Eindruck haben, als hätten sie kaum oder noch nie geträumt. Eine Studie, die den Einfluss der Variablen Persönlichkeitsfaktoren, Kreativität, Häufigkeit des nächtlichen Erwachens und Einstellung gegenüber Träumen auf die Traumerinnerung untersuchte, konnte keine Erklärung für die Varianz liefern.

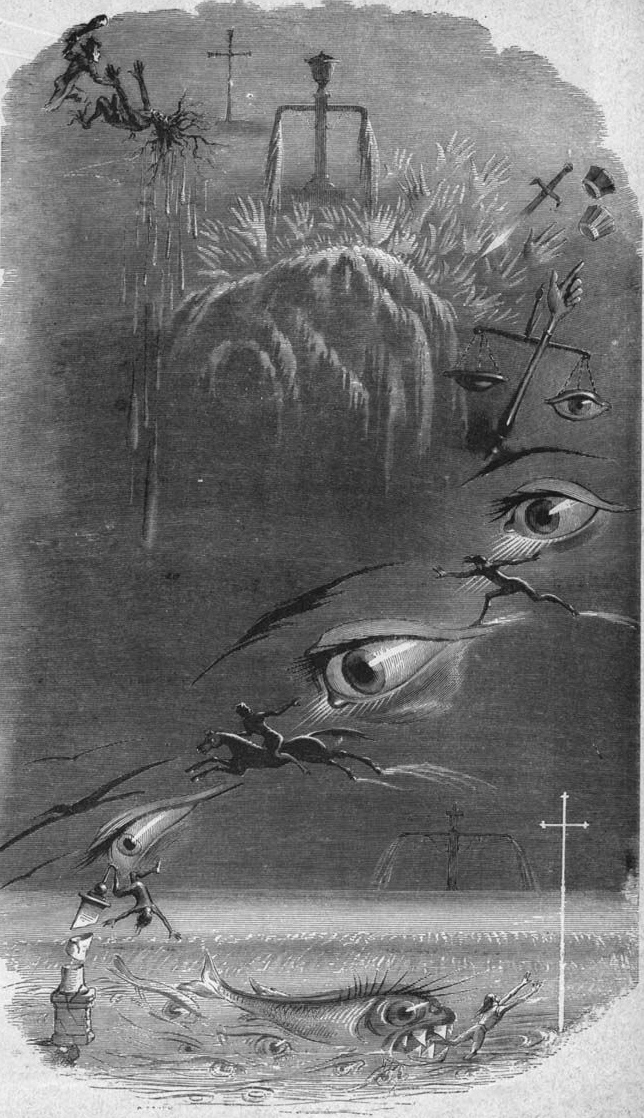
Surreale Bildsprache im Traum (Grandville, 1847)

In seinem Schlaflabor in Haifa untersuchte Peretz Lavie die Häufigkeit von Traumberichten während des REM-Schlafs in verschiedenen Bevölkerungsgruppen. Die Testpersonen wurden jeweils geweckt und befragt, wenn die Messgeräte REM-Schlaf anzeigten. Überlebende des Holocaust, die sich gut in das tägliche Leben eingegliedert hatten, erinnerten sich nur zu 33 % an einen Traum, die zweite Gruppe von Testpersonen, Überlebende des Holocaust, die immer noch an Albträumen litten und Schwierigkeiten hatten, erinnerten sich in 55 % der Fälle an einen Traum, während die Traumerinnerung in der Kontrollgruppe, bestehend aus in Israel geborenen Personen, mit 78 % nahe am Durchschnittswert lag. Eine Erklärung des Phänomens gibt es nicht. Lavie nimmt an, dass die Tiefe des Schlafs eine Rolle spielt.
Es gibt einen geschlechtsspezifischen Unterschied in der Traumerinnerung. Frauen erinnern sich im Schnitt häufiger an das Traumerleben als Männer. Auch die einfache Aufforderung, sich an Träume zu erinnern oder das Führen eines Traumtagebuchs kann die Erinnerung an die erlebten Träume deutlich erhöhen.
Über die Auswirkungen von Träumen auf das spätere Wachleben gibt es kaum systematische Untersuchungen. Bisherige Studien zeigen jedoch, dass Albträume den stärksten Einfluss auf das subjektive Empfinden am Tag darauf haben. Bekannt sind auch kreative Anstöße, die aus nächtlichen Traumerlebnissen kommen. Bekannt sind die Einflüsse in der Malerei (Surrealismus) und der Musik (z. B. Yesterday von den Beatles). August von Kekule berichtet im Jahr 1890 in seiner Festrede, im „Halbschlaf“ Atome vor seinem geistigen Auge „gaukeln“ gesehen zu haben, und „eine der Schlangen erfasste den eigenen Schwanz (Ouroboros) und höhnisch wirbelte das Gebilde vor meinen Augen. Wie durch einen Blitzstrahl erwachte ich; …“. Damit fand er die Lösung für den ringförmigen Benzolaufbau. Auch sollen Dmitri Mendelejew (Periodensystem der Elemente) und Elias Howe (Nähmaschine) ihre Lösungen im Traum gefunden haben.

## Traumtypen

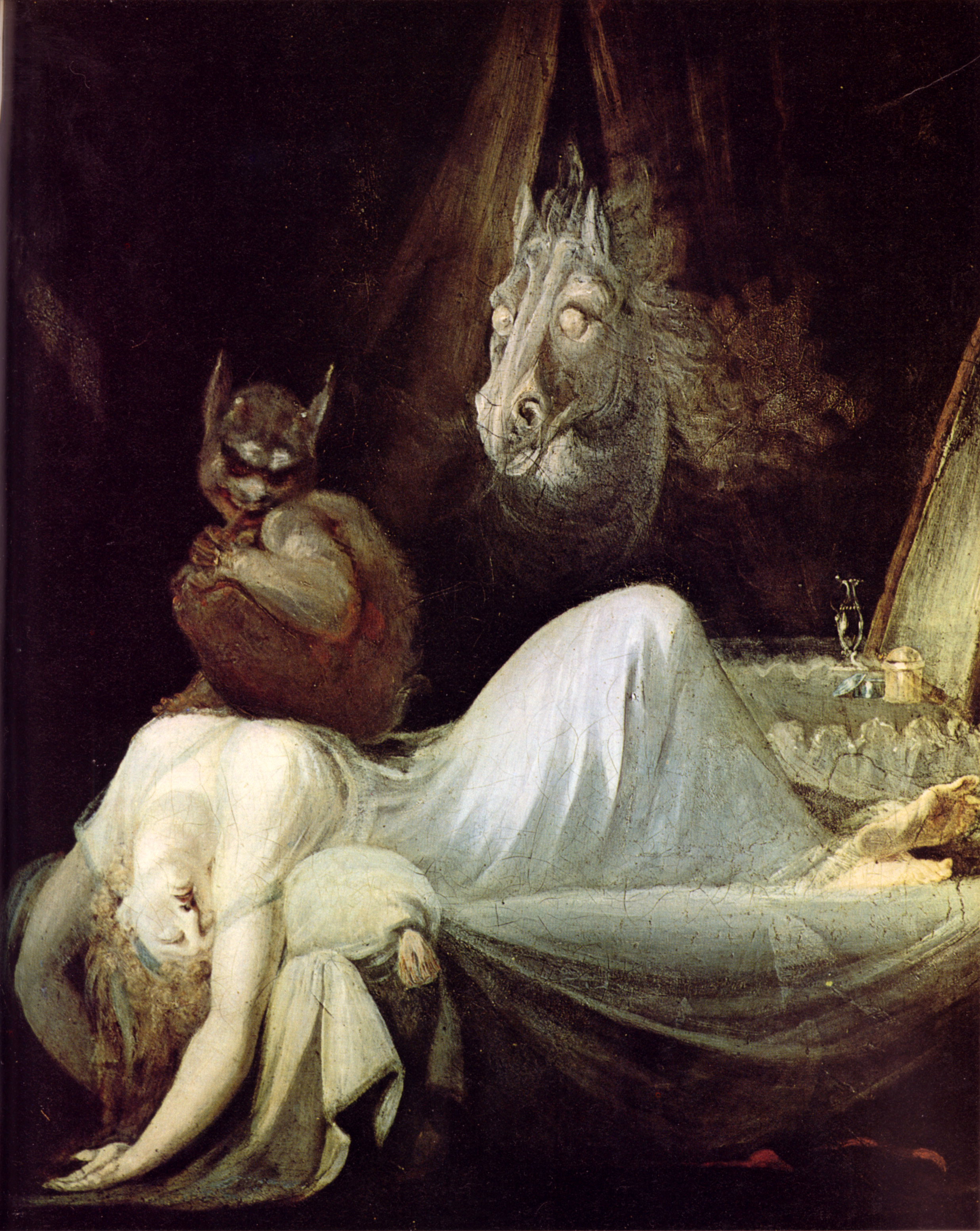
Der Albtraum (Nachtmahr) (ca. 1790), Gemälde von Johann Heinrich Füssli, Goethehaus Frankfurt

| Traumtyp                  | Beschreibung |
| ------------------------- | --- |
| REM-Traum                 | Traum, der in einer REM-Phase des Schlafs auftritt |
| NREM-Traum                | Traum, der außerhalb einer REM-Phase auftritt (Schlafphasen 2, 3 oder 4) |
| Einschlaftraum            | Traum während der Einschlafphase |
| Albtraum                  | REM-Traum mit angst- und panikauslösendem Inhalt, der zum Erwachen führt, wie Katastrophen, Sequenzen von Verfolgungen, soziale Bloßstellung, eigener Tod etc. |
| Klartraum (Luzider Traum) | Traum, in dem Bewusstheit über den Traumzustand herrscht. Trauminhalte können vom Träumer gesteuert werden. Klarträume können sowohl zu kreativen Zwecken als auch zur Forschung verwendet werden. Das im Buddhismus vorkommende Traumyoga basiert auf Klarträumen. Eine zum Klartraum befähigte Person wird Oneironaut genannt. |

## Funktion des Traums
Prinzipiell muss bei der Frage nach der Funktion des Traums unterschieden werden, welche Funktion der REM-Schlaf hat und welche Funktion der REM-Traum im REM-Schlaf erfüllt. Neuere Studien festigen die Hypothese, dass im REM-Schlaf eine Verfestigung des Gedächtnisses stattfindet. Ein Zusammenhang mit dem REM-Traum kann auf Basis einer Einzelstudie zwar hergestellt, eine Korrelation kann jedoch nicht belastbar belegt werden. Die methodische Hürde, dass ein Traum nur abhängig vom Wachzustand untersucht werden kann, stellt (derzeit) eine unüberwindbare Schwierigkeit bei der Traumforschung dar.

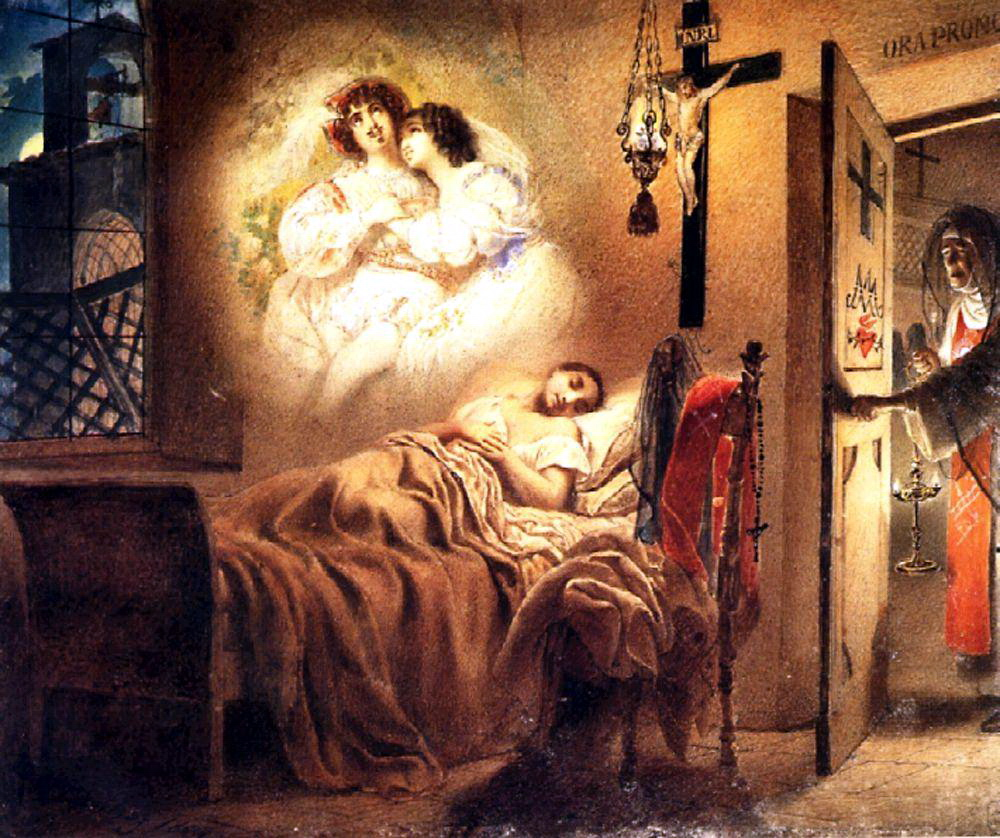
Traum als Wunscherfüllung (Der Traum der Nonne, Karl Pawlowitsch Brjullow, 19. Jh.)

Weitere Hypothesen über die Funktion des Traums:
- Überbleibsel aus der Evolution, also keine Funktion,
- Gehirnreifung durch den REM-Schlaf (als Beleg dient der erhöhte REM-Anteil beim Neugeborenen),
- Programmierung mit immer gleichen Mustern, um Individualität aufrechtzuerhalten,
- psychische Funktion: Für Sigmund Freud ist jeder Traum Wunscherfüllung und Hüter des Schlafs, um Es-Impulse zu kontrollieren,
- Kompensation von Einseitigkeiten, um Ganzwerdung zu erreichen (C. G. Jung), Vorkommen von Archetypen,
- Träumen, um zu vergessen (Bereinigungsfunktion),
- Verarbeitung und Lösen von Problemen aus dem Wachleben,
- emotionale Erlebnisse verarbeiten und Stimmungen glätten,
- Entspannungszustand zur Verarbeitung von angstbesetzten Inhalten,
- Träumen ist vergleichbar mit der Trainingsphase eines neuralen Netzes.[31]

Neben diesen „materiellen“ Hypothesen hinaus existieren Ideen, dass der Geist im Traum den Körper verlässt. Siehe auch außerkörperliche Erfahrungen.

## Historische Auffassungen von Träumen

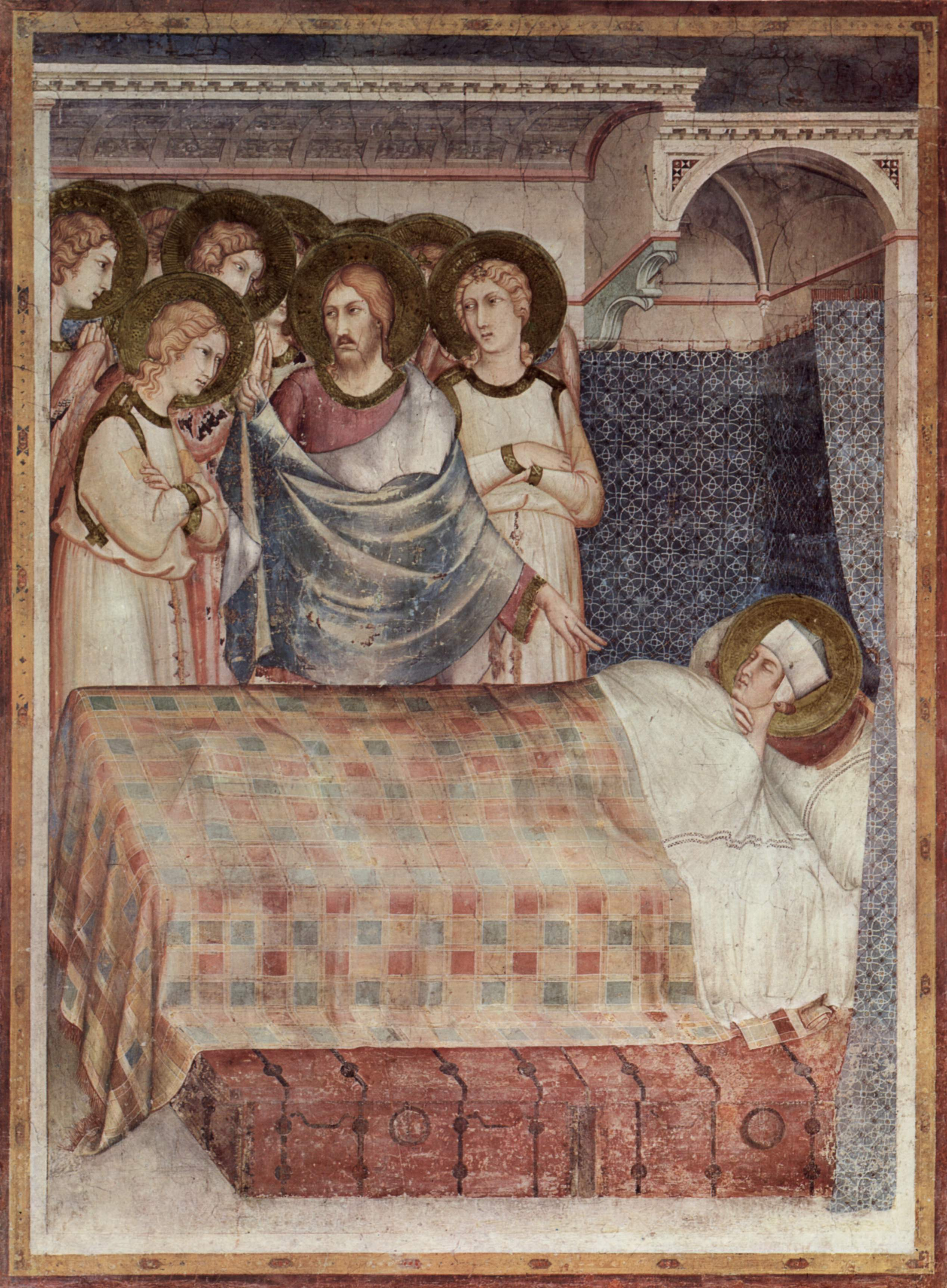
Traum als religiöses Erlebnis: Der Traum des Hl. Martin von Tours (Simone Martini, 1322–1326)

Die alten Mesopotamier betrachteten Träume als übernatürliche Botschaften, die von den Göttern gesandt wurden. In Delphi in Griechenland und Memphis interpretierten Priesterinnen die Träume der Pilger.
Im Tanach spielen Träume und ihre Interpretation daher eine ebenso wichtige Rolle. So bei Jakobs Entscheidungen (1. Mose 28,12 f und 31,10 f sowie 37,5 ff). Am bekanntesten sind die Traumdeutungen Josefs in Ägypten, insbesondere der Traum von den sieben fetten und den sieben mageren Jahren (1. Mose 40,9 ff), und die Daniels für Nebukadnezar II. (viergeteiltes Standbild mit tönernen Füßen).
Bei den Ureinwohnern Nordamerikas wurde Traumvisionen ebenfalls eine große Bedeutung zugemessen, unter anderem bei der Berufung zum Medizinmann und der Ausführung von Ritualen, wie aus den Erinnerungen des Oglala-Sioux Schwarzer Hirsch ersichtlich wird.
Im mittelalterlichen und spätmittelalterlichen Abendland erfolgte die Fortführung der antiken Tradition durch die Verbreitung sogenannter Traumbücher.
Im 19. Jahrhundert ging man in Europa dagegen davon aus, dass Träume nur Ausdruck körperlicher Zustände seien, was Alfred Maury mit seinen Experimenten zu beweisen versuchte. Allerdings handelt es sich in seinem Fall nach Ansicht der Traumforscher nicht um Träume, sondern um Halluzinationen in der Einschlafphase.

## Historisch bedeutende Träume

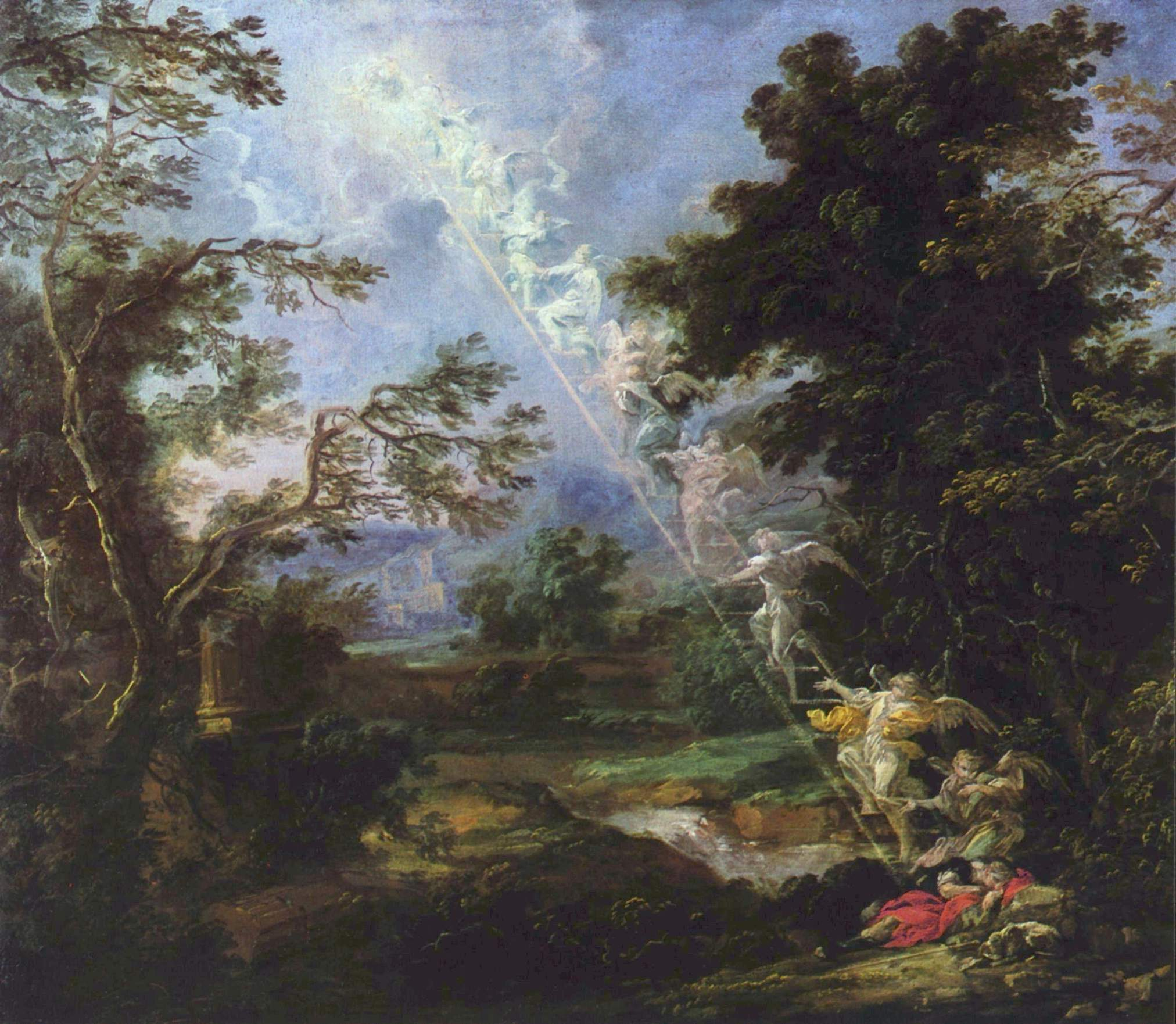
Landschaft mit dem Traum Jakobs (ca. 1691), Gemälde von Michael Willmann, (1630–1706), Staatliche Museen zu Berlin, Gemäldegalerie; Momentaner Standort: Bode-Museum, Berlin

Mehrmals im Laufe der Geschichte wurde Träumen zugeschrieben, bedeutende Ereignisse, wie wissenschaftliche Entdeckungen, politische Entscheidungsfindung initiiert oder zum Besseren gewendet zu haben. Der Wahrheitsgehalt derartiger Entscheidungsfindung im Traum ist nicht immer zweifelsfrei feststellbar, in einigen Fällen handelt es sich definitiv um Legenden.
- Dem biblischen Jakob erscheint die Himmelsleiter im Traum.[39]
- Dem legendären Odysseus soll die Idee vom Trojanischen Pferd durch Athene in einem Traum eingeflüstert worden sein.[40]
- Der im 2. Jahrtausend v. Chr. geborene Kabti-ilāni-Marduk soll das Erra-Gedicht vollständig in einem Traum gesehen haben, bevor er es niederschrieb.[41]
- Alexander der Große träumte von einer Passage aus Homers Odysseus, in der die Insel Pharos vorkam. Nach dem Traum reiste er dorthin und gründete die Stadt Alexandria.[42]
- Antigonos I. Monophthalmos, einer der wichtigsten Diadochen, der im dritten Jahrhundert vor Christus lebte, soll in einem Traum ein Feld gesehen haben, das in ihm den Wunsch weckte, Mithridates zu ermorden.[43]
- Josef von Nazaret soll in einem Traum von Gott aufgefordert worden sein, nach Ägypten zu fliehen, so dass Jesus dem Zorn des Herodes entgehen kann.(Mt 2,13–15 EU)
- Konstantin der Große besiegt „im Zeichen des Kreuzes“ Maxentius in der Schlacht 312, was ihm der im Traum erschienene Christus zuvor bedeutet hatte (siehe „In hoc signo vinces“).[44]
- Die legendäre Ursula von Köln, die im 4. Jahrhundert gelebt haben soll, soll in einem Traum von ihrem bevorstehenden Martyrium durch einen Prinz der Hunnen und die Belagerung von Köln erfahren haben. (Der Traum der heiligen Ursula)
- Cædmon, ein englischer Dichter des späten 7. Jahrhunderts, soll der Legende nach ein einfacher Hirte gewesen sein, bevor er im Traum die Gabe der Dichtkunst erlangte.[45]
- Der rheinische Volksheilige Termelines reiste, da er einen Ort aus seinen Träumen suchte, von Irland nach Deutschland, wo er ermordet wurde.[46]
- Orgyenpa Rinchen Pel, der höchste Lama der Karma-Kagyü träumte 1289 angeblich von einem Treffen mit Rangjung Dorje, der später der dritte Karmapa der Karma-Kagyü-Schule des tibetischen Buddhismus wurde.[47]
- Der Lehrling des Steinmetzmeisters, der im 15. Jahrhundert die Rosslyn-Kapelle errichtet haben soll, soll die Säulenanordnung im Traum gesehen haben, woraufhin ihn sein eifersüchtiger Meister erschlug.[48]
- Im 17. Jahrhundert soll ein alter Maurer aus Kärnten durch einen Traum dazu bewegt worden sein, erneut zum Kloster Wiblingen zu pilgern, wo er bei der Wiederentdeckung der Heilig-Kreuz-Reliquie half.
- Elias Howe gab an, die von ihm 1835 konstruierte Zweifadennähmaschine in einem Traum gesehen zu haben, in dem er für ein fremdländisches Kind genäht habe.[49]
- George Phineas Gordon behauptete 1851, Benjamin Franklin hätte ihm die Gordon-Tiegelpresse in einem Traum beschrieben.[50]
- August Kekulé berichtete, er habe 1861 im Halbschlaf in sein Kaminfeuer geblinzelt und dort Wasserstoff- und Kohlenstoffatome tanzen sehen, ebenso eine Schlange, die in ihren eigenen Schwanz biss, was ihn den Ring als Symbol für Benzol verwenden ließ.[51]
- Den 1922 erstmals von H. P. Lovecraft verwendeten Begriff Necronomicon will dieser in einem Traum erfunden haben.[52]
- Franz Jägerstätter sah im Januar 1938 in einem Traum einen Zug, in den immer mehr Menschen einstiegen, und hörte eine Stimme sagen: „Dieser Zug fährt in die Hölle“.[53] Er leistete auch deshalb Widerstand gegen den Nationalsozialismus und wurde daher ermordet.
- Als James Cameron 1981 während der Dreharbeiten für Piranha II: The Spawning erkrankte, erschien ihm in einem Fiebertraum ein metallischer Torso, der – mit Messern bewaffnet – von einer Explosion davonkroch: Die Idee für den Film Terminator war geboren.[54]
- Im ausgehenden 20. Jahrhundert wurde Margaret Profet ihren Angaben nach durch einen Traum zu ihrer evolutionstheoretischen Erklärung der Menstruation inspiriert.[55][56]

## Träume bei Tieren
Mittlerweile existiert eine umfassende Forschung zum Bereich des Träumens bei Tieren. Die Ergebnisse sind als vorläufig einzuschätzen und ändern sich derzeit rasch. So hat man bei Vögeln und fast allen Säugetieren Anzeichen für den REM-Schlaf entdeckt. Ausnahmen bilden die Kloakentiere Ameisenigel und Schnabeltier. Der Forscher Jonathan Winson geht davon aus, dass Träume und insbesondere REM-Schlaf eine Rolle bei der Konsolidierung von Gedächtnisinhalten spielen. Zu den wichtigen Aspekten der Informationsspeicherung bei Tieren gehört die Verarbeitung des Raumerlebens. Der Forscher vermutet, dass der präfrontale Cortex dabei eine wichtige Rolle spielt. Bei Höheren Säugetieren und Beuteltieren ist dieser Gehirnbereich relativ klein, beim Ameisenigel dagegen sehr groß. Winson vermutet, dass im Lauf der Evolution die Gehirnentwicklung so ablief, dass statt einer Verarbeitung der Inhalte im Wachleben sie in eine Schlafphase eingepasst wurde. Dadurch wurde das Gehirn während des Schlafes eingesetzt, während das Tier sich äußerlich in Ruhe befindet. Die Entwicklung durch Vergrößerung des Gehirnbereichs war aufgrund der Abmessungen wohl nicht möglich. So sei evolutionär das Träumen entstanden. Der urtümliche Ameisenigel mit großem präfrontalem Cortex dagegen verarbeitet im Wachleben die zugehörige Information und träumt nicht.
Eine Untersuchungsmethode zum Träumen bei Tieren basiert darauf, dass man experimentell diejenigen Neuronen im Stammhirn zerstört, die die Bewegung im Schlaf unterdrücken. Die Bewegungen der Tiere zeigen dann, dass sie beispielsweise wegrennen, angreifen oder von etwas erschreckt werden, das nicht tatsächlich vorhanden ist. Daraus schließt man, dass diese Dinge im Traumerleben vorkommen und man das körperliche Korrelat des Traumverhaltens des Tieres beobachten kann.
Auch bei Zebrafischen konnte kürzlich ein REM-ähnlicher Schlaf nachgewiesen werden. Man interpretiert dieses Ergebnis dahingehend, dass Schlaf vor mehr als 450 Millionen Jahren entstanden sein könnte.

## Medien
- Cécile Loetz, Jakob Müller: Warum träumen wir? Teil I: Die Traumlehre Sigmund Freuds. In: Rätsel des Unbewußten. Podcast zur Psychoanalyse und Psychotherapie (Folge 26).